# 山口弁
山口方言（やまぐちほうげん）又は山口弁（やまぐちべん）は、山口県で使用されている日本語の方言である。方言区画上の分類としては、中国方言のうち、広島県西部方言（安芸方言）や島根県西部方言（石見方言）とともに西中国方言に属するとされる。また、中国地方南部に分布する山陽方言に分類されることもある。防長方言、長州方言、防長弁、山口ことば、萩ことばなどとも言う。

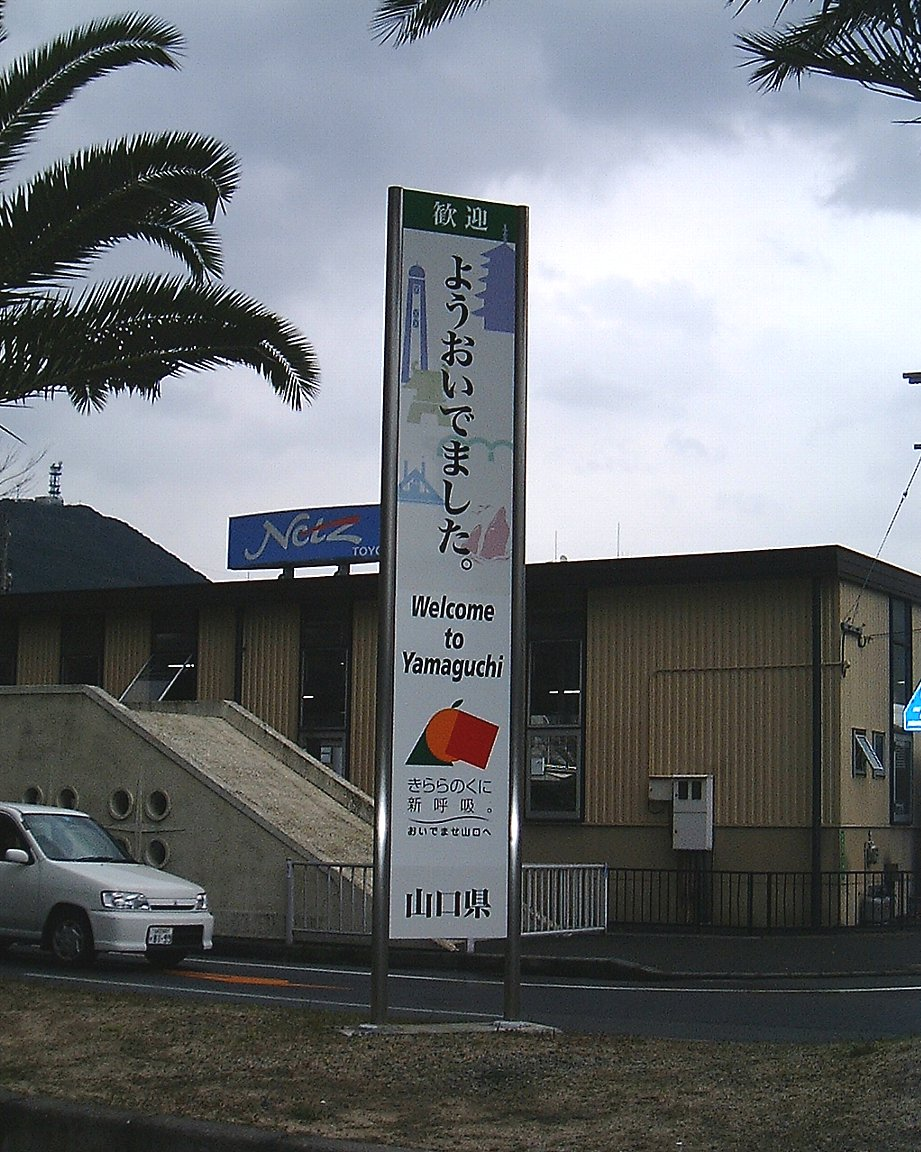
新下関駅前にて

## 概要
山口方言は中国方言に属し、西日本方言の西限であるが、県西部を中心として九州方言との関係も認められ、語彙や音便（バ行・マ行のウ音便化）などの面で北九州方言との共通点が多い。そのため、県西部の長門方言は、中国方言と九州方言の境界域方言と言われることもある。
また、山口方言は他地域に比べると域内の方言差が小さい。これは、江戸時代に長州藩が山口県域のほとんどを支配し、残りの地域も長州藩の支藩（長府藩・清末藩・徳山藩・岩国藩）に治められ、域内の一体性が強く保たれたためと考えられている。長州藩の発祥地である安芸国（現在の広島県）安芸高田の吉田方言と萩城下町の方言との間には、多くの類似点が残存することも判明している。
山口方言の特徴は、「ニャン、チー、チュー」のネコとネズミの鳴き声で表現されるように、連母音の融合と拗音化が非常に多い点にある。アクセントは東京式アクセント（乙種アクセント）であり、音韻も含め東京を中心とする共通語との類似性が高い。文法面では「借る」「死ぬる」など共通語と異なる動詞の活用、継続と結果を区別するアスペクト表現、終助詞「-ちゃ」や準体助詞「そ」「ほ」の盛行、敬語表現の発達などといった特徴が見られる。

## 方言区画
山口方言は域内の方言差が小さいとされるが、音韻・アクセント・文法・語彙を詳細に観察すると、いくつかの方言区画に分けることができる。これまでに提示された方言区画には、旧周防国域と旧長門国域に大きく二分する二区分法と、県東部・県中部・県西部に分ける三区分法がある。いずれも明確な根拠に基づいた方言区画であり、妥当な区画法であるとされている。

### 二区分 - 周防・長門
| 大区画   | 中区画   | 小区画                      | 地域区画                    |
| -------- | -------- | --------------------------- | --------------------------- |
| 山口方言 | 周防方言 | 大島方言                    | 大島方言                    |
| 山口方言 | 周防方言 | 東周防方言                  | 岩国方言                    |
| 山口方言 | 周防方言 | 東周防方言                  | 玖珂・熊毛方言              |
| 山口方言 | 周防方言 | 西周防方言                  | 徳山・周南方言 （都濃方言） |
| 山口方言 | 周防方言 | 西周防方言                  | 防府・山口方言 （吉佐方言） |
| 山口方言 | 長門方言 | 南長門方言                  | 美祢方言                    |
| 山口方言 | 長門方言 | 南長門方言                  | 宇部方言                    |
| 山口方言 | 長門方言 | 下関・豊浦方言 （豊関方言） |                             |
| 山口方言 | 長門方言 | 北浦方言 （北長門方言）     | 長門大津方言                |
| 山口方言 | 長門方言 | 北浦方言 （北長門方言）     | 萩・阿武方言                |
| 山口方言 | 長門方言 | 北浦方言 （北長門方言）     | 見島方言                    |

山口方言を総合的に俯瞰すると、周防地域と長門地域との間に大きな方言差が認められる。さらに旧藩・宰判の区域を単位とした方言区画を設定することができる。
周防方言
- 大島方言は、屋代島（周防大島）及び周辺島嶼で使用されている。愛媛県や大分県の島嶼部方言との共通が見られる。
- 東周防方言は、旧岩国藩及び旧山代宰判で使用されている。近接する安芸方言からの影響が見られる。
- 西周防方言は県央部の方言であり、代表的な山口方言に位置づけられている。

長門方言
- 南長門方言は、宇部・厚狭・美祢地域で使用されており、西周防方言と大きな差異が認められる。
- 下関・豊浦方言（豊関方言）は旧長府藩・清末藩の領域で使用されており、隣接する北九州方言との共通性が強く、相互に影響を与え合っている。
- 北浦方言（北長門方言）は、いわゆる北浦地方（長門の日本海沿岸域）で使用されている。西周防方言との類似性が高いが、一方で石見方言との共通点も少なくない。
- 本土から隔絶した日本海上の見島で使用される見島方言は北浦方言に含まれるが、非常に著しい特色を持っており、一つの方言区画をなすとする見解もある。

### 三区分 - 東部・中部・西部
| 大区画   | 中区画       | 小区画                                        |
| -------- | ------------ | --------------------------------------------- |
| 山口方言 | 山口東部方言 | 大島方言                                      |
| 山口方言 | 山口東部方言 | 錦川流域方言 （岩国・玖珂地域）               |
| 山口方言 | 山口東部方言 | 佐波川流域方言 （熊毛・周南・防府・山口地域） |
| 山口方言 | 山口中部方言 | 厚東川流域方言 （宇部・美祢東部地域）         |
| 山口方言 | 山口中部方言 | 阿武川流域方言 （萩・阿武・大津東部地域）     |
| 山口方言 | 山口西部方言 | 厚狭川流域方言 （小野田・美祢・大津西部地域） |
| 山口方言 | 山口西部方言 | 豊関方言 （下関・豊浦地区）                   |

二区分法に対して、特に語彙分布に着目し、3つの大きな方言区画を設定するのが三区分法である。方言の語彙は河川流域に応じて分布する傾向があるため、この三区分法では河川流域に特に着目している。
- 東部方言は、錦川流域と佐波川流域を含む。
- 中部方言は、厚東川流域と阿武川流域を含む。
- 西部方言は、厚狭川流域と木屋川流域以西を含む。

中部方言と西部方言が、それぞれ瀬戸内海から日本海まで南北を縦断して分布しているように、山口方言は南北の方言差が小さく、東西の方言差がより大きい。域内に南北交通を困難にさせるような地理的障壁はなく、旧国界や旧藩界などの政治的境界の方が交通上の障壁になったからだと考えられている。また、山口県内の主要河川の多くは南北方向に流れており、流域に沿った生活圏が形成されていたことも、南北の方言差が小さい理由ではないかとされている。

## 音声・音韻
山口方言の音声は、共通語に比較的近いとされ、山口方言に特徴的な発音はあまり見られない。音韻もまた、共通語との類似性が高い。「ジ・ヂ」「ズ・ヅ」の四つ仮名の区別は存在しない。主な特徴は次のとおりである。

### 母音
連母音の融合化
山口方言では、以下の連母音融合がよく見られる。
1. アイ→アー・ャー
「アイ」の音声は「アー」となる。[用例] イカマー（行くまい）、コワー（こわい）。
県西部では相互同化して「ャー」となる傾向がある。西部の相互同化は「アイ」のみに限らず、他の連母音でも盛んに見られる。[用例] ニャー（無い）、クリャー（暗い）、キニョー（昨日）。
2. エイ→エー
「エイ」の音声は長母音化して「エー」となる（これは多くの方言で普通）。[用例] ケージ（掲示）。
3. オイ→エー
「オイ」の音声が「エー」となることがある。[用例] オセー（遅い）、セーデモ（そいでも）。
4. ウイ→イー
「ウイ」の音声が「イー」となることがある。[用例] アリーテ（歩いて）、サミー（寒い）、ワリー（悪い）。

母音交替
山口方言では、九州方言の影響により狭母音（イ・ウ）への母音交替が見られる。
1. オ→ウ　[用例] アスブ（遊ぶ）。
2. オ→イ　[用例] アシコ（あそこ）
3. エ→イ　[用例] ソイデ（それで）。

この他、ア→オ [用例] ヤオイ（やわい）、イ→エ [用例] オーケナ（大きな）、ウ→イ [用例] イゴク（動く）などの母音交替が見られる。

母音無声化が少ない
日本語に多く見られるイ・ウ音の母音無声化は、山口方言ではあまり見られない。

### 子音
鼻濁音の不存在
ガ行子音は常に破裂音であり、鼻濁音となることはない。
子音交替
山口方言に見られる子音の交替には次のものがある。
1. ザ行→ダ行　全域で見られるが、特に長門方言で顕著である。[用例] ダブトン（座布団）、マデクル（混ぜくる）、デンデン（全然）。
2. サ行→ハ行　[用例] ヒチ（七）、ホイデ（それで）。

また、ダ行とラ行の混用もよく見られる。
1. ダ行→ラ行　[用例] ウロン（うどん）。
2. ラ行→ダ行　[用例] ダーシュウ（来週）。

子音の脱落
萩を中心として、「ワ」音の子音[w]の脱落が見られる。
- [用例] アカメ（わかめ）、アカイ（若い）。

「-ちょる」「-とる」の子音[r]が脱落し、「-ちょお」「-とお」となる現象もしばしば見られる。このとき、[r]音脱落後に残った「ウ」音は「オ」音へ変化する。
- [用例] 汽車は行っちょおよ（列車は行ってしまったよ）。

### 撥音・拗音化
撥音化
全域で撥音化が盛んである。特徴としては、ラ行音が撥音化すること [用例] ソンデ（それで）、ナ行音・マ行音が撥音化すること [用例] ホントキ（そのとき）などが挙げられる。特にナ行・マ行の撥音化は九州方言の影響だとされている。
また、撥音が長音となることもある。[用例] コーナ（こんな）
拗音化
山口方言は拗音化が著しく、山口方言の大きな特徴となっている。
格助詞「は」「を」は、直前語の語尾がイ段・エ段のときに、母音が融合して拗音となる。
[用例] サキャー（酒は）、サキョー（酒を）、ミチャー（道は）、ミチュー・ミチョー（道を）。
また、仮定条件を示す接続助詞「-ば」は、山口方言では「-やー」となり、やはり直前語の語尾と融合して拗音化を起こす。
[用例] イキャー（行けば）、ユカニャー（行かねば）、-ッチャー（-といえば）。
この他、-チョル・-ジョル（-ている・-ておる）、-チョク（-ておく）、-チャル（-てある・-てやる）、-チャゲル（-てあげる）、-ジャケエ・-ジャカラ（-であるから）、-ジャロー（-であろう・-だろう）などの例に見られるように、拗音化が非常に発達している。

## アクセント
山口方言の語アクセントは、共通語などと同じ「中輪東京式アクセント」に分類される（他に、西関東方言や鳥取県東部方言、広島県西部方言などがこれに含まれる）が、独特のアクセントを持つものもある。
人名の「山田」や「松田」などは、共通語では「伊藤」（イトウ）と同じように平板型の発音であるが、山口方言では「加藤」（カトウ）と同じように第一音にアクセントを置いて発音する（「ヤマダ」「マツダ」）。また、「山口県」や「山口市」などと言う場合には、共通語と同様の発音（ヤマグチケン、ヤマグチシ）であるが、単に「山口」と言う場合に、「ヤマグチ」と第一音にアクセントを置いて発音すると山口市を指す。同様に「岩国」を「イワクニ」と言う。普通名詞では、「先生（センセー）」（共通語ではセンセー）、「海苔（ノリガ）」（共通語ではノリガ）、「梨（ナシガ）」（共通語ではナシガまたはナシガ）など、第一音にアクセントを置いて発音する例が多く見られる。
文アクセントは、「アリマス」「フリマス」のように一音節が高くなって、あとは下降調となる傾向が見られ、山口式文アクセントと呼ばれている。ただし、下関・豊浦方言（豊関方言）ではその傾向は弱い。
なお屋代島（周防大島）は内輪東京式アクセントである。

## 文法

### 動詞
山口方言の動詞の活用は、共通語とほとんど差異はないが、若干、共通語と異なる活用をする動詞がある。山口方言の動詞活用の主な特徴は次のとおり。
| 五段活用「借る」 | 五段活用「借る」                 | 五段活用「借る」 | 五段活用「借る」 |
| ---------------- | -------------------------------- | ---------------- | ---------------- |
| 未然形           | 借ら-ん、借ろ-う、 借るじゃろ-う | 連用形           | 借り-て、借っ-た |
| 終止形           | 借る                             | 連体形           | 借る-とき        |
| 仮定形           | 借り-ゃー                        | 命令形           | 借れ             |

上一段活用・下一段活用動詞の五段活用動詞化
文語で四段活用をする動詞で、共通語では上一段活用になっているものには、山口方言では五段活用として残っているものがいくつか存在する。代表的なものは「借る」（共通語「借りる」）であり、この他、「足る」「飽く」（共通語では「足りる」「飽きる」）がある。
また、共通語で下一段活用の「任せる」「合わせる」（文語では下二段活用の「任す」「合わす」）が、山口方言では五段活用の「任す」「合わす」になる。
| ナ行変格活用「往ぬる」 | ナ行変格活用「往ぬる」                        | ナ行変格活用「往ぬる」 | ナ行変格活用「往ぬる」 |
| ---------------------- | --------------------------------------------- | ---------------------- | ---------------------- |
| 未然形                 | いな-ん、いの-う、いぬろ-う、 いぬるじゃろ-う | 連用形                 | いん-で、いん-だ       |
| 終止形                 | いぬる                                        | 連体形                 | いぬる-とき            |
| 仮定形                 | いに-ゃー、いぬり-ゃー                        | 命令形                 | いね                   |

ナ行変格活用「死ぬる」「往ぬる」
「死ぬる」「往ぬる（いぬる）」の2動詞は、現代共通語には存在しないナ行変格活用を行う。これら2動詞は、古語文法においてナ行変格活用を行っており、山口方言に古語文法が残存している一例である。
ナ行変格活用における古語文法と山口方言の相違点としては、終止形（古語で「死ぬ」「往ぬ」）が連体形と同じ「死ぬる」「往ぬる」に変化していること、連用形（古語で「死に-て」「往に-て」）が撥音便を起こして「死ん-で」「往ん-で」に変化していること、仮定形（古語で「死ぬれ-ば」「往ぬれ-ば」）が山口方言では「死ぬり-ゃー」「往ぬり-ゃー」に変化していることが挙げられる。このうち仮定形での拗音化は、ナ行変格活用に限らず、山口方言の動詞活用全てに生じている現象である。
| サ行変格活用「せる」 | サ行変格活用「せる」           | サ行変格活用「せる」 | サ行変格活用「せる」 |
| -------------------- | ------------------------------ | -------------------- | -------------------- |
| 未然形               | せ-ん、せよ-う、 せるじゃろ-う | 連用形               | せ-て・せ-た         |
| 終止形               | せる                           | 連体形               | せる-とき            |
| 仮定形               | せり-ゃー                      | 命令形               | せ、せー             |

サ行変格活用「せる」
共通語のサ行変格活用動詞「する」は、山口方言では「せる」となり、共通語とは異なる活用を行う。また、サ行音→ハ行音への子音交替によって、主に周防地域で「へる」となっている。
全般的に下二段的な活用を行うが、20世紀後期ごろから共通語「する」の影響が強くなり、「せる」と「する」が無意識に混用される傾向にある。
| カ行変格活用「来る」 | カ行変格活用「来る」                  | カ行変格活用「来る」 | カ行変格活用「来る」 |
| -------------------- | ------------------------------------- | -------------------- | -------------------- |
| 未然形               | こ-ん、こ-う、こよ-う、 くるじゃろ-う | 連用形               | き-て・き-た         |
| 終止形               | くる                                  | 連体形               | くる-とき            |
| 仮定形               | くり-ゃー                             | 命令形               | こい、き-やー        |

カ行変格活用「来る」
共通語のカ行変格活用動詞「来る」も、山口方言では若干異なる活用を行う。
バ行・マ行・ワ行五段活用動詞のウ音便
バ行・マ行・ワ行の五段活用動詞の連用形は、促音便・撥音便とはならずにウ音便となる。このウ音便化は、安芸方言・石見方言・九州方言と共通しており、山口方言がいわゆる「ウ音便地帯」に含まれていることを示している。
- [用例] 飛ぶ→飛うで（トーデ）、挟む→挟うで（ハソーデ）、買う→買うて（コーテ）。

全動詞の仮定形の拗音化
全ての動詞は仮定形のとき、動詞の活用語尾と接続助詞「-やー」（共通語「-ば」が転訛したもの）とが融合し、「-ゃー」と拗音化する。
動詞「おる」
西日本方言で広く使用される動詞「おる（居る）」だが、近畿方言では「いる」と併用されるのに対し、山口方言ではもっぱら「おる」が使用される。

### 助動詞
山口方言を大きく特徴づけている品詞の一つが助動詞である。特徴的な助動詞のうち主要なものは次のとおり。
進行・継続「-よる」と完了・存続・結果「-ちょる」
山口方言では、動作の進行・継続を表す「-よる」と状態の完了・継続・結果を表す「-ちょる」の2種類のアスペクト表現が存在する。共通語には、こうした区別はなく、いずれも「-ている」で表される。西日本方言、とりわけ中国方言において進行アスペクトと完了アスペクトの区別が発達しており、山口方言のアスペクト表現もその一つである。
進行・継続の「-よる」は、山口方言も周辺方言と差異はないが、完了・継続・結果の「-ちょる」は山口方言独特のもので、周辺方言では「-とる」である。県東部では、安芸方言の影響で「-とる」の使用が見られる。
- [用例1] そっちへ行きよる（今そっちへ行く最中である、移動中である）。そっちへ行っちょる（既にそっちへ行って（到着して）いる）。
- [用例2] 雨がやみよる（雨が今やみつつある）。雨がやんじょる（雨が既にやんでしまっている）。

打消「-ん」
打ち消しの助動詞（共通語「-ない」）は、他の西日本方言と同様に「-ん」となる。「-んか」では命令表現になる。
- [用例]今日ゲームせんか？（今日ゲームしないか？）

打消完了「-だった」「-んじゃった」「-んかった」
打ち消し完了の助動詞（共通語「-なかった」）は、「-だった」「-んじゃった」「-んかった」となる。いずれも動詞の未然形に接続する。山口方言で特徴的なのが「-だった」で、元々は古語の打消助動詞「-ず」の連用形「-ざり」と口語の過去助動詞「-った」が融合した「-ざった」の形をとっていたが、ザ行→ダ行の子音交替により「-だった」（または「-じゃった」）となった。
- [用例] そんとは見だった・そんとは見んじゃった（そんなものは見なかった）。よーやらだった・よーやらんじゃった（とてもやることはできなかった）。

以上の他、「-なんだ」「-んやった」が使用される場合もある。
断定「-じゃ」「-や」
断定の助動詞（共通語「-だ」「-である」）は、「-じゃ」「-や」となる。
推量「-ろう」
推量の助動詞（共通語「-だろう」）は、「-じゃろー」「-ろー」となる。県西部では「-ろー」の勢力が強く、「寝る-ろー（寝るだろう）」「行く-ろー（行くだろう）」などと用いられる。古語の推量助動詞「-らむ」の残存形だとされる。
過去推量「-つろー」
県東部では、過去推量の助動詞（共通語「-ただろう」）として、「-つろー」が使用されている。「食べ-つろー（食べただろう）」などと用いられる。古語の過去推量助動詞「-つらむ」の残存形とされる。
否定意思・否定推量「-まい」「-まー」
否定意思・否定推量の助動詞は、共通語と同じく「-まい」が用いられるが、共通語では日常会話にほとんど登場しないのに対し、山口方言ではごく一般的な表現として使用されている。また、「アイ」→「アー」の連母音融合により、「-まー」と発音されることが多い。「やる-まー、やら-まー（やらないでおこう）」「いけ-まー（だめだろう＝いけないだろう）」などと使用される。
使役「-す」「-さす」「-らす」
使役の助動詞（共通語「-せる」「-させる」）は、「-す」「-さす」「-らす」となる。「やら-す（やらせる）」「食べ-さす（食べさせる）」「食べ-らす（食べさせる）」などと用いられる。
能力「-きる」
能力を表す助動詞に「-きる」がある。共通語の「-ことができる」に近い。「持ち-きる（持つことができる）」「走り-きる（走ることができる）」「パソコンをし-きる（パソコンを使うことができる）」などと用いられる。九州方言から伝播した助動詞であるとされる。
命令「-さん」「-さんせ」
命令の助動詞（共通語では「-なさい」「-ください」）は、「-さん」「-さんせ」となる。「-さんせ」の方がより丁寧なニュアンスが強い。「行き-さん」「来な-さんせ」などと用いられる。
これとは別に「-さい」も存在し、動詞との間に助詞「ん」をはさむ。「行きん-さい」などと用いられる。県東部では、「-ない」「-まい」も存在する。いずれも動詞の連用形の後に付き、「行き-ない」「行き-まい」などと用いられる。

### 形容詞
| 形容詞「うれしい」 | 形容詞「うれしい」                               | 形容詞「うれしい」 | 形容詞「うれしい」              |
| ------------------ | ------------------------------------------------ | ------------------ | ------------------------------- |
| 未然形             | うれしいじゃろ-う、うれしかろ-う、 うれしい-ろう | 連用形             | うれしかっ-た、 うれしゅう-なる |
| 終止形             | うれしい                                         | 連体形             | うれしい-とき                   |
| 仮定形             | うれしけり-ゃー                                  |                    |                                 |

形容詞の活用にも、共通語といくつかの差異がある。未然形は、「ながかろ-う」または「ながいじゃろ-う」となる。特に旧長門域では「ながい-ろう」という形も見られる。連用形は、共通語「ながく-なる」に対して山口方言「なごう-なる」とウ音便になる。仮定形は、共通語「ながけれ-ば」に対して山口方言「ながけり-ゃー」と連母音融合が起こる。また「無い」については、共通語「無けれ-ば」が山口方言では「無けり-ゃー」「無けんに-ゃー」「無けらんに-ゃー」「無けらに-ゃー」となる。

### 形容動詞
| 形容動詞「きれいだ」 | 形容動詞「きれいだ」                                | 形容動詞「きれいだ」                                |
| 活用形               | ジャ活用                                            | カリ活用型 特殊活用                                 |
| -------------------- | --------------------------------------------------- | --------------------------------------------------- |
| 未然形               | きれいじゃろ-う                                     | きれいなかろ-う、 きれいな-ろう、 きれいなじゃろ-う |
| 連用形               | きれいじゃっ-た、 きれいで-あります、 きれいに-する | きれいなかっ-た                                     |
| 終止形               | きれいじゃ                                          | きれいな                                            |
| 連体形               | きれいな-ひと                                       | きれいな-ひと                                       |
| 仮定形               | きれいなら、 きれいじゃったら                       | きれいなけり-ゃー                                   |

山口方言の形容動詞の活用には、「ジャ活用」と「カリ活用型特殊活用」がある。
ジャ活用
ジャ活用は、共通語形容動詞の「ダ活用」とほぼ同一で、「だ」の代わりに「じゃ」を用いる。これはコピュラの「だ」が山口方言では「じゃ」となることに伴うものである。
カリ活用型特殊活用
ジャ活用とは別に、古語文法における形容動詞の「カリ活用」に類似した活用をする場合もある。古語が残存した形態ではないかと言われている。山口方言ではジャ活用よりも、このカリ活用型特殊活用の方が優勢である。特に終止形で「-じゃ」の形を用いることは少なく、圧倒的に「-な」の形が使用されている。
- [用例] あのひたーほんまにきれいなね（あの人は本当にきれいだね）。

### 副詞
山口方言で特徴的な副詞には次のものがある。
可能・不可能を示す「えー」「よー」
山口方言に見られる副詞「えー」は、古語の可能・不可能を示す副詞「え（得）」に由来しており、以下に肯定文が続くときは可能表現となり、打ち消し文が続くときは不可能表現となる。
- [用例]えー打つか（打てるか?）。えー打たん（とても打てない）。

副詞「よー」も「えー」と同様の働きをするが、古語の副詞「よく（能く）」のウ音便形であり、西日本方言に広く見られる。
強意のはたらきを持つ「さで」
強意のはたらきを持つ副詞に「さで」がある。「さで」自体に明確な意味内容はないが、「さで投げる」「さで捨てる」「さで込む」「さで入れる」などと用い、直後の動詞の意味内容を強調するはたらきを持っている。ただし、接続する動詞は限られており、「投げる」「捨てる」「入れる」といった、物を移動する動作の動詞に接続する傾向が強い。
新方言「ぶち」
現代山口方言で最も盛んに使用されている副詞が「ぶち」である。「ぶち」は元々「打つ（ぶつ）」の連用形に由来しており、現在では「とても」「すごく」の意を表す強意の副詞として使用されている。伝統的な山口方言ではなく、1970年代頃から主に若年・青年層の間で使用されはじめた新方言であり、急速にほとんどの年齢層へ普及した（山口県の東部では戦前でも「ぶち」は一般的に使われていたという意見もある）。だが最近は下関地区は対照的で「ぶち」はあまり使われておらず、「超」や「かなり」が使用される場合が多い。
類似の副詞には、「ぶち」の他に「ぶり」「ばり」などがある。元は、「ごっぽう」「じょーに」などが使用されていたが、21世紀に入るまでにほとんど「ぶち」に取って代わられた。
「ぶち」「ぶり」「ばり」は広島地方・北部九州地方にも伝播しており、「ばり」は兵庫県など関西地方でも使用されている。北部九州への伝播については、福岡のテレビ・ラジオ番組で活躍する山口県出身のタレント（安田栗之助）が、番組内で「ぶち」「ばり」を頻発したことによるとされる。

### 助詞・その他
山口方言に特徴的な助詞およびその他の品詞は多数あるが、主要なものは次のとおり。
接続助詞「でも」
打ち消しの逆接仮定条件を表す接続助詞「-でも」（共通語「-しなくても」）は、(1)動詞の未然形+打消助動詞「ん」+「でも」、(2)動詞の未然形（語尾が長音化）+「でも」、(3)動詞の未然形+打消助動詞「い」+「でも」の形で用いられる。
- [用例] (1)行かん-でも、(2)行かー-でも、(3)行かい-でも（いずれも「行かなくても」の意）。

接続助詞「やー」
仮定条件を表す接続助詞「やー」（共通語「-ば」）は、動詞の仮定形に接続し、動詞語尾と融合して拗音化する。そのため、山口方言の動詞の仮定形はすべて拗音化している。元は共通語と同じく「-ば」の形だったが、音韻変化により「-やー」になったと考えられる。
- [用例] 行き-ゃー（行けば）、見り-ゃー（見れば）。

接続助詞「けえ」
理由の接続助詞（共通語「-から」「-だから」）は、他の中国方言と同様に「-けえ」が盛んに用いられる。この他、「-からに」「-けに」「-けん」「-から」が見られる。
副助詞「なぇーと」
軽い提示・例示を表す副助詞（共通語「-でも」「せめて-なりとも」「せめて-ぐらい」）として、「なぇーと」が用いられる。室町時代末期から江戸時代にかけて頻用された副助詞「-なりと」の「り」がイ音便化したもので、現代共通語ではほぼ消滅したが、山口方言では「なぇーと」の形で残存している。
- [用例] 水なぇーと飲みーさん（水でも飲みなさい）。

間投助詞「のんた」
周防方言の代表的な間投助詞「-のんた」は、「のー、あんた」が短縮したもので文末に用いられ、「-だよね」「-ですよね」という親愛・強調・念押しを表す。下関・豊浦方言（豊関方言）には見られない。俗に周防方言を「のんた弁」ともいう。「-のーた」「-ねーた」「-うんた」「-んた」の形をとることもある。
- [用例] よーおいでました-のんた（よくお越しになりましたですねえ）。

終助詞「の」
強調・念押し・詠嘆を表す終助詞に「-の」がある。しばしば「-のー」と長音化する。他の中国方言と共通した終助詞である。
- [用例] そりゃいけん-のー（それはダメだよ）、それい-のー（そうだよなー）。

終助詞「で」
念押し・断定・勧誘を表す終助詞に「-で」がある。共通語の「-ぜ」とほぼ同じ働きをもち、ザ行→ダ行の子音交替により「-ぜ」→「-で」と変化したと考えられている。
- [用例] 来ちゃいけんで（来てはいけないぞ）、こりゃすごいで（これはすごいなあ）、はよ行こうで（早く行こうよ）。

終助詞「い」
念押し・強調を表す終助詞「-い」は山口方言に特徴的に見られる助詞である。後ろに他の終助詞「や」「ね」「の」を伴うことが多い。明確に「い」と発音されるよりも、軽く「ぃ」と発音される傾向が強い。
- [用例] それ-い-ね（そうなんだよ）、やります-い-ね（やりますよ）、そりゃそれ-い-のー（そりゃそうだよなー）。

終助詞「-い」は、動詞の連用形の後に接続すると命令表現となる。「-い」の持つ念押し・強調の意が動詞に適用され、命令を表すようになったと考えられている。下一段活用動詞の場合、連用形の語尾はエ列音となるため、「-い」と連母音融合を起こして「-えー」と長音化する。
- [用例] 歩き-い（歩きなさい）、食べー（食べなさい）。

終助詞「わー」
軽い強調・感情の表現として終助詞「-わー」がある。後ろに他の終助詞「や」「ね」「の」を伴うことが多い。「わー」の「w」音が脱落して直前の語尾と融合する現象もよく見られる。
- [用例] 負けちょる-わー-やー、負けちょ-らー-やー（いずれも「負けてるのかよー」の意）。

終助詞「ちゃ」「ちゃー」
山口方言の特徴と言うべき終助詞が「-ちゃ」「-ちゃー」であり、念押し・呼びかけ・強調・断定を表す。直前の語との間に促音をはさむことも多い。山口県から北九州市、大分県、宮崎県にかけて頻用されているほか、仙台弁でも多用されることが確認されている。
- [用例] それ-っちゃ（そうだよね）、よお-っちゃ（おい）、いけん-ちゃー（ダメだぞー）、食べり-っちゃ（食べなよ）、始まる-っちゃ（始まるぞ）。

準体言助詞「そ」
準体言助詞「-そ」も山口方言に独特な助詞である。事物・場所・人などを抽象的かつ指示的に表す語であり、体言性を強く持つ。「それ」の語幹の「そ」から由来した語と考えられている。「-そ」の同義語として、豊関・美祢方言では「-と」が用いられることもある。
- [用例] あの-そ（あれ・あのこと・あの人）、最初の-そ（最初のもの）、丸い-そ（その丸いもの）。

終助詞「そ」「ほ」
前述の準体言助詞「-そ」は、その指示的な性格から強調を表す終助詞「-そ」としても使用されている。サ行→ハ行の子音交替により「-ほ」となることも多い。「-そ」は山口県中部で、「-ほ」は山口県西部で使用される傾向が見られる。「-そ」「-ほ」が上がり調子となるときは、疑問を表す。
- [用例] 行く-そ（行くんだよ）、やな-そ（嫌なのよ）、これ書いた-そ！（これ書いたよ！）、ええ-そ？（いいの？）、そうな-そ？（そうなの？）。

感動詞「それ」
同意・驚嘆を表すのに頻用されるのが、感動詞「それ」である。成年以上の会話に頻出し、大人言葉としての性格が見られるとされる。ただし、こそあど言葉としての「それ」も存在する。
- [用例] それ-っちゃ（そうだよ）、それ-それ（そうそう）、それ-いね（そうなんだよ）、それ-ぁー-それ（それは確かにそうだ）。

## 敬語表現
丁寧表現
山口方言の丁寧表現の代表が「-であります」である。太字の「あ」にアクセントを置く。この「アリマス言葉」は、明治初期に共通語や軍隊用語の丁寧表現に導入されたと言われている。ほぼ県全域で盛んに使用されるが、豊関方言や宇部方言ではあまり使用されない。
また、過去形の「した」に丁寧表現の「です」を付け「したです」（標準語で言う「しました」）など、普通表現に「です」を加えた丁寧語が用いられる。
敬意・尊敬表現
軽い敬意を表す助動詞に「-やる」「-やーる」がある。室町末期以降の古語「-あり」の連体形「-ある」が変化したもので、軽い敬意・親愛を示す。山口方言独自の敬意助動詞である。「来-やーる（来なさる）」などと用いられる。
もう少し高い敬意を表す助動詞が「-なさる」で、長門方言では「-さんす」となる。行きなさる、行きさんす（いずれも「お行きになる」の意）。命令形は、「-なさる」が「-なされ・-んされ・-んはれ」となり、「-さんす」が「-さんせ・-しゃんせ・-さん・-さい」であり、丁寧な依頼表現となる。
岩国市を中心に、敬意・尊敬表現として「お-る」が用いられる。接頭語「お」と「る」の間に動詞の連用形が入る。「お-やり-る（おやりになる）」「お-食べ-る（お食べになる、召し上がる）」。打ち消しは、「お-やり-ん」「お-食べ-ん」。
接続助詞「-て」は、動詞の連用形の後ろに接続すると尊敬表現となる。ナ行・マ行・ガ行・バ行の五段活用動詞の後ろに接続する時は、「-で」と濁音になる。日常生活で非常に多用されている表現である。
- [用例] 部長が来-て-ですよ（部長が来られますよ）、ビールを飲ん-で-ですか（ビールは飲まれますか）。

「-ちゃった」も頻繁に使用される尊敬語である。尊敬の接続助詞「-て」と敬意の助動詞「-やる」の過去形「-やった」が融合して「-ちゃった」表現が成立したとされており、常に過去・完了の形をとる。ナ行・マ行・ガ行・バ行の五段活用動詞の後ろに接続する時は、「-じゃった」と濁音になる。しばしば「-してしまった」の意味で誤解される。
- [用例] 部長が来-ちゃった（部長が来られました）、ビールを飲んじゃった（ビールをお飲みになった）。

## 語彙
山口方言には多岐に渡る俚言（方言語彙）が存在するが、主なものを挙げると次のとおりである。日常的に使用される語彙の中には、古語がそのまま残存している例がある。周辺の広島弁や北九州弁と共通する語彙、また西日本一帯で広く共通する語彙もあるため、以下は必ずしも山口方言特有の語彙だけではない。広島弁#語彙や北九州弁#語彙も参照のこと。
地形語彙
峠地形を「たお」といい（例：椿峠-つばきだお、吉敷峠-よしきだお）、「垰」の字をあてることも多い。谷地形は「えき」といい、「浴」の字をあてる。
自称
自称表現には、男が「おいどま」「おどま」「おるま」「わし」などを、女が「うち」「わたし」「おれ」などを使用する。現在では、女が「おれ」と言うことはほとんど見られない。
その他
- いけん - いけない・駄目だ。[用例]「そねえことしちゃいけん（＝そんなことをしてはいけない）」「それ食うちゃいけん（＝それは食べてはいけない）」下関地区や北九州市などではかなりの頻度で使用されており、どの方言よりも一番多く使用され使用率はかなり高い。[要出典]
- いなげな - 変な・怪しげな。
- いらう - 触る。「いろう」とも言う。[用例]「人のもん、いらうな！（＝人のものに触るな！）」
- ええ - 良い。西日本や東北地方で広く使用。
- えっと・よーけ - たくさん。[用例]「ミカンよーけもろうたでよ（＝ミカンをたくさんいただいたよ）」
- えらい・こわい - 動詞として、疲れた。形容詞として、とても。特に前者は中部地方（名古屋弁など）から中国地方（広島弁など）にかけて西日本では広く聞かれる。東日本などでは「偉い」と勘違いされやすい。
- 横着な・ちゃくな - 生意気な。
- おせらしい - 大人っぽい。
- おてらさん - 僧侶。
- かろう・かるう - 背負う。[用例]「ランドセルをかるう（＝ランドセルを背負う）」
- かやす - こぼす。[用例]「スープをかやす( = スープをこぼす)」
- きなる - 気取る・格好つける。
- くじゅうくる - 叱る。[用例]「先生にくじゅうくられたぁーね（＝先生に叱られてしまったよ）」「そねえなことしちょったらおおくじくられるでよ（＝そんなことをしていたらひどく叱られるよ）
- こわい - 固い。[用例]「この昆布はちいとこわいけえ、よう噛みきられんちゃ（＝この昆布はちょっと固いので、とても噛みきられないよ）」
- さばる - もたれかかる
- しあわせる - 幸いに存ずる。[用例]「○○していただければ幸せます（＝○○していただければ幸いです）」
- じら - わがまま。[用例]「じらくんなっちゃ！（＝わがまま言うな！）」
- しろしい - うるさい。うろうろ動いている人に対して「せせろしい」ということもある。
- すじひき - 定規のこと。
- せんない - 仕方がない・面倒くさい・つらい。
- たう - （長さや高さが）届く。荷物が届くことには使わない。[用例]「このひも、たうか？（このひも届くか？）」「手がたわん！（＝手が届かない！）」「もうちいとでたう（＝もうちょっとで届く）」「とうた？（＝届いた？）」
- たっける・おらぶ - 叫ぶ・大声を出す。[用例]「聞こえんけぇ、たっけれ（＝聞こえないから叫んでくれ）」「そねえたけらんでも聞こえるいや（＝そんなに大声を出さなくても聞こえるよ）」
- つばえる - 子供が遊ぶ。
- てご - 手伝い。[用例]「ちーとてごーせてくれんか？（＝ちょっと手伝ってくれない？）」
- てぶる - 放る・放置する。 [用例]「そんとなもなーとりてぶっちょけーや（＝そんなものは放っておけよ）」
- てれんこぱれんこ - ふらふらする。ぐずぐずする。 [用例]「てれんこぱれんこするなっちゃ（ぐずぐずするな）」。長崎弁では同一の意味で「てれんぱれん」が使用される。
- どひょうし・どようし・どよう - 随分・たいへん・たいそう。「どようしええもんもろうたじゃー（＝たいへん良いものをもらったじゃないか）」
- なおす - 片づける。西日本では広く使われる言葉の一つ。[用例]「おもちゃをなおしーっちゃ！（＝おもちゃを片付けなさいよ！）」
- なるたけ - なるべく。できるかぎり。関東でも使われており、東北や関西では「なるだけ」に変化している。[用例]「なるたけ急ぎいね（＝できるかぎり急いでね）」
- ねつい - 熱心だ。「えらいねつうにやっちょるね（＝随分熱心にやっているね）」
- はしる - （歯が）痛む。
- はぶてる - 拗ねる・キレる・ふてくされる。[用例]「はぶてちょらんで参加せい（＝拗ねていないで参加しろ）」
- びったれ - 汚い、不潔
- ぼうずり - デッキブラシのこと。
- ほうとくない - だらしがない
- ほうかる・ほうたる - 投げる。ほうる。投げ捨てる。
- ほぐ/ほげる - 穴をあける。/穴があく。
- まどう - 弁償する。
- みてる - 尽きる、なくなる。ここで言う「なくなる」は“紛失”の意味ではなく、在庫や分量が“尽きる”意味の「なくなる」である。県外の人には「満てる」（いっぱいになる）と正反対の意味で伝わることがある。醤油が切れた（尽きた）→醤油がみてた
- みやすい - 容易だ。「見易い」ではない。[用例]「今日のテストみやすいわぁーね（＝今日のテスト簡単だね）」
- めぐ/めげる - 壊す。/壊れる。
- やし - ズル・インチキ。[用例]「やしすんなっちゃ！（ズルするなよな！）」
- やねこい - 大変だ、難しい。「あの仕事はちーとやねこい（＝あの仕事はちょっと大変だ。）」
- やぶれる - 壊れる。
- よいよ - とても。
- ろーま - 春菊。
- わや - めちゃくちゃ。日本各地で広く使用。

この他の語については、山口方言の音声辞典（NPO法人デジタルアーカイブやまぐち）などを参照されたい。
「おいでませ」
「ようこそおいでくださいました」を表す山口方言で、主に旧山口市内で使用されるが使うことは殆んど無い。1970年代に県外向けの観光キャンペーンで「おいでませ山口」のキャッチコピーを導入して以来、21世紀に至るまで観光振興の場面で多用され、2011年開催の国体は「おいでませ!山口国体」。

### 下関地区の語彙
下関地区では方言が北九州の方言とほぼ同じであり、また県内の他地域で使用されていても下関地区では通じない言葉も多い。以下のような俚言が下関地区では使用されている（一部は県域に広まったものもある。先述のものは除く）。
- あんねえ - あのね・だからね。[用例]「あんねえ、意味が違うそっちゃ（＝あのねえ、意味が違うんだってば）」
- あーね - そうだね・そうなんだ。[用例]「あーね、分かったよ（＝そうだね、分かったよ）」
- かべちょろ - ヤモリ。
- さん、のー、がー、はい - 2人以上で物を持ち上げたりする場合に使用。「いち、にの、さん、はいっ」「いっ、せー、のー、せっ」と同意義であるが「せーの！」という意味でも使用される。皆で一斉に何かするときの掛け声
- 〜とき・〜ちょき - しておいたほうが良い・しておきなさい。[用例]「勉強しちょき（＝勉強しておいた方が良い）」「この予定表を見とき（＝その予定表を見ておきなさい）」
- 〜んとき - しない方が良い。[用例]「それはせんとき（＝それはしない方が良い）」
- しばく - 殴る・叩く。[用例]「ちゃんとせんにゃしばくど！（＝ちゃんとしないと殴るぞ！）」。近畿方言と同意義。
- しゃあしい - うるさい・やかましい。[用例]「工事の音がしゃあしい（＝工事の音がうるさい）」
- すいばり - 針状の木材の繊維。木材や竹材のささくれが棘のようになり刺さりやすくなった状態のもの[3]。「ささる」という意味で「たつ」という動詞がまま用いられる。[用例]「すいばりがたった（＝木材のトゲが刺さった）」
- すかん - 好きではない。[用例]「私はこれはすかん（＝私はこれは好きではない）」
- どべ・どんべ - 最下位。[用例]「あいつはどべなそ？（＝あいつは最下位なの？）」「6位でどんべでした（＝6位で最下位でした）」
- なんしよん・なんしちょん - 何をしているの。[用例]「昨日なんしよった？」「今なにしちょん？」
- なんぼ - いくら・いくつ。西日本で広く使用。[用例]「その服はなんぼ？（＝その服はいくら？）」
- のお・なあ？ - どうなんか、という意味。喧嘩口調で使う。[用例]「のお、お前らおかしいと思わんか？（＝なあ、お前ら、おかしいと思わないか？）」
- ぬくめる - 温める。[用例]「手をぬくめる（＝手を温める）」「こたつでぬくまる（＝こたつで温まる）」
- はわく - （ほうきで）掃除する。[用例]「そこはわいちょけ」（＝そこを掃除しておきなさい）
- みてん - 見て。[用例]「この本、見てん（＝この本、見て）」

## 山口方言に関連した人物・作品など
- 井上雪彦 - 山口放送アナウンサー。山口方言を多用したテレビ番組司会で知られた。下関市旧豊浦町出身。
- 吉田治美 - フリーアナウンサー（元山口放送アナ）。テレビ・ラジオ番組で山口方言を多用していた。岩国市旧錦町出身。
- 岡本信人 - 『秘密のケンミンSHOW』で山口方言を披露。岩国市出身。
- 前田吟 - 『秘密のケンミンSHOW』で山口方言を披露。防府市出身
- 西村知美 - 『秘密のケンミンSHOW』で山口方言を披露。宇部市出身。
- 芳本美代子 - 『秘密のケンミンSHOW』で山口方言を披露。宇部市出身。
- 松村邦洋 - 出生から高校時代までは田布施町に在住していた。
- 一岡裕人 - NHK大河ドラマ『龍馬伝』、『八重の桜』で長州言葉を指導。下関市出身。
- ほたるの星 - 宗田理原作の小説、および小澤征悦主演の 映画作品。もともとが防府市であった実話（詳しくはリンク先参照）であるため、主人公の先生と1人の女子児童を除き、山口弁での会話をしている。ただし、出身の宗田が、東京都世田谷区生まれ、愛知県一色町育ちであり、かなり苦労したようである。
- チルソクの夏 - 下関市出身佐々部清監督の映画作品]。1977年の「関釜陸上競技大会」の前後が回想シーンの舞台。日本側の出演者のほとんどが山口弁を使用している。
- マイマイ新子と千年の魔法 - 髙樹のぶ子原作の「マイマイ新子」を原作とするアニメーション映画。原作者の高樹の自伝であり、高樹が防府市出身のため、こちらも山口弁が使用されている。
- 瞬きもせず - 紡木たく原作の少女漫画。山口県にある架空の高校を舞台としており、登場人物は山口弁を話す。
- ちょるる - 第66回国民体育大会および第11回全国障害者スポーツ大会のマスコットキャラクター。山口弁の「〜ちょる」から名づけられた。